# Cloughton
Cloughton – wieś w Anglii, w hrabstwie North Yorkshire, w dystrykcie (unitary authority) North Yorkshire. Leży 59 km na północny wschód od miasta York i 315 km na północ od Londynu. W 2001 miejscowość liczyła 711 mieszkańców.